# Otto Bieligk
Otto Bieligk (* 16. März 1897 in Züllichau, Brandenburg; † 14. August 1964 in Braunschweig) war ein deutscher Ingenieur und Hochschullehrer.

## Leben
Bieligk schloss sein Studium an der Technischen Hochschule Hannover als Diplom-Ingenieur ab und arbeitete bis 1925 in der Industrie. Von 1925 bis 1932 war er Assistent am Lehrstuhl für Massivbau und am Bauingenieurlabor der TH Hannover und promovierte dort 1927 zum Dr.-Ing.
In den Jahren 1932 bis 1939 war Bieligk tätig als Oberingenieur am Institut für Bauingenieurwesen der TH Hannover und habilitierte 1932 in Materialprüfung und Baustoffkunde. 
Zum 1. Mai 1937 trat er in die NSDAP (Mitgliedsnummer 4.060.981) ein. Ferner war er bereits seit 1933 Mitglied des Nationalsozialistischen Deutschen Dozentenbundes (NSDDB).
Von 1938 bis 1942 hatte er einen Lehrauftrag an der TH Hannover, wo er von 1939 bis 1942 Oberingenieur in der Architekturabteilung arbeitete. Von 1942 bis 1945 war er Professor am Staatlichen Materialprüfungsamt in Berlin-Dahlem. Nach dem Zweiten Weltkrieg war Bieligk von 1945 bis 1950 wieder in der Industrie tätig und von 1950 bis 1952 beratender Ingenieur für Bauwesen und Prüfingenieur für Baustatik. Im Jahr 1952 wurde er ordentlicher Professor an der Technischen Hochschule Braunschweig.